# Tim Cook
Timothy Donald Cook (Mobile, Alabama, 1 de noviembre de 1960), más conocido como Tim Cook, es un empresario, informático teórico e ingeniero estadounidense. Es conocido por haber sido el gerente general de Apple y, más tarde, director ejecutivo de la empresa en sustitución de Steve Jobs tras su muerte en 2011.
Cook se unió a Apple en marzo de 1998 como vicepresidente de Operaciones Globales, fue ascendido con posterioridad a vicepresidente de Ventas Globales y Operaciones, y finalmente ejerció como gerente general de Apple. Ejerció como director ejecutivo interino de la compañía entre 2010 y 2011 en reemplazo de Steve Jobs, que se encontraba en tratamiento médico. 
Finalmente, en agosto de 2011, fue nombrado como director ejecutivo de Apple por el consejo de administración de la compañía. Bajo su mandato, Apple ha ido hacia un modelo de negocio basado en el respeto con el medio ambiente y la ciberseguridad. En 9 años, Cook ha doblado los ingresos y beneficios de Apple, así como incrementado su valor de mercado desde 358.000 millones de euros hasta 2,5 trillones de dólares (2023).

## Biografía
Cook creció en Robertsdale, Alabama. Su padre era un trabajador en la construcción de barcos y su madre ama de casa. Cook se graduó con un título de grado (B. S.) en ingeniería industrial por la Universidad de Auburn en 1982, y posteriormente una Maestría en Administración de Negocios (M. B. A.) en la Fuqua School of Business de la Universidad de Duke en 1988.

## Carrera
Inició su carrera conocida trabajando en IBM durante 12 años, siendo su último puesto el de director de North American Fulfillment. Posteriormente trabajó como jefe de Operaciones de la División de Distribución en Intelligent Electronics y después se incorporó como vicepresidente para Materiales Corporativos en la empresa informática Compaq, donde estuvo seis meses, hasta que fue contratado por Steve Jobs para incorporarse a Apple.
Con su llegada a Apple, en marzo de 1998, ocupando el cargo de segundo para Operaciones Mundiales, dónde realizó grandes operaciones. Con esto se redujeron los clientes insatisfechos, incrementando espectacularmente los márgenes de beneficio.
Entre 2000 y 2002, Cook comenzó a actuar como vicepresidente senior para Operaciones Mundiales, Ventas, Servicio y Postventa. De 2002 a 2005, Tim Cook ejerció en los puestos de Vicepresidente Ejecutivo para Ventas Internacionales y de Operaciones. Incluyéndose a partir de 2004, sus responsabilidades en la ingeniería del hardware de Macintosh.
En 2005 actuó como director ejecutivo en Apple durante dos meses, cuando su director ejecutivo, Steve Jobs, se estaba recuperando de una cirugía para curar un cáncer pancreático. Esto se repite cuando en 14 de enero de 2009, se anunció que Cook sustituiría a Steve Jobs como director ejecutivo de Apple hasta junio de 2009, durante la ausencia de este debido a un tratamiento médico.
Cook también está en la junta directiva de la empresa de ropa deportiva Nike.
El 24 de agosto de 2011, Tim Cook fue propuesto por el propio Steve Jobs a la junta directiva de Apple, como su sucesor. Ya que Jobs se retiraba permanentemente (por motivos de salud) de su puesto como Director Ejecutivo de Apple.